# أليخاندرو موراليس
أليخاندرو موراليس (بالإنجليزية: Alejandro Morales)‏ (1944، مونتيبيلو في الولايات المتحدة)؛ كاتب وروائي مكسيكي.